# EuroHIV
EuroHIV est un ancien réseau européen de surveillance de l'infection par le VIH. Actif de 1984 à 2007, il était soutenu par la Commission européenne, mais son rayon d'action était plus large que l'Union européenne, s'étendant en 2006 aux 53 pays de la région EURO de l'Organisation mondiale de la santé.
Ses missions étaient de récolter, analyser et diffuser des données épidémiologiques, dans le but d'améliorer la prévention et le contrôle de la maladie. Elles ont été reprises en 2008 par le Centre européen de prévention et de contrôle des maladies.